# Famille Thiriez
Pour les articles homonymes, voir Thiriez.
La famille Thiriez est une famille de la bourgeoisie française, originaire de Lorraine et établie en Flandre au XVIIIe siècle. 
Elle devient au début du XIXe siècle une des dynasties  textiles du Nord, fondatrice d’un important empire industriel, comprenant principalement des filatures de coton, qui connut son apogée de la fin du XIXe siècle jusqu’aux années 1970 avant de décliner et de disparaître à la fin du XXe siècle.

## Les origines
La famille Thiriez a une lointaine origine lorraine, où elle faisait partie, au XVIIe siècle, des familles bourgeoises aisées de la ville du Bonhomme.
On peut remonter sa filiation jusqu'à Veltin Thiriat, recensé en 1632 parmi les 41 bourgeois de Bonhomme. On le retrouve ultérieurement et à différentes reprises, toujours cité comme
bourgeois de Bonhomme, et figurant sur les états des tailles de 1635 et de 1643 où il est imposé pour 300 florins.
Sébastien Thiriat (1682-1750), fils de Demange (v.1645-1713), et petit-fils de Veltin, épouse en 1701 Marie-Claire Gorius (1684-1768) fille du prévôt du Val d’Orbey, qui lui transmet alors sa charge
Pour des raisons encore inexpliquées, un de ses fils, Sébastien Thiriet, s'installe au Quesnoy au début du XVIIIe siècle, où il devient boucher. Cette migration semble liée à un important retournement de fortune, les Thiriet du XVIIIe siècle sont alors de simples commerçants
Ainsi, François-Joseph Thiriet (1748-1813, qui épouse en 1774 Constance Lefebvre, fille d'un cabaretier, est maître tailleur d'habits.
Son fils Germain (1775-1822), d'abord garçon de confiance, s’établit  à Lille en 1807 et devient contremaître dans l’atelier du filateur roubaisien Carlos Florin où il obtient un intéressement aux bénéfices, exerçant a la fin de sa vie comme courtier en laine. 
Julien (1808-1860), fils de Germain, fonde, de son côté, en 1833 avec son parent Théophile Destombes  une société pour l’exploitation d’une filature de coton actionnée par un manège de 6 chevaux rue du Plat à Lille, puis, vers 1835, au 57 de la rue de Fives (actuelle rue Delory) avec accès cour du Chaudron, au cœur du quartier Saint-Sauveur très dense. L'usine dispose ici d'un local plus vaste et d’une machine à vapeur. Julien Thiriez transfère son usine en 1842  à la périphérie de la ville le long de la route de Lille à Béthune à Esquermes, commune indépendante à cette date.

## Le développement

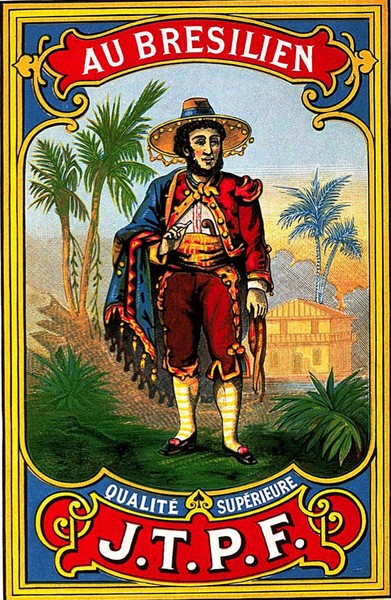
Étiquette de bobine de fil JTPF (Jean Thiriez Père et Fils)

Les quatre fils de Julien, Alfred, Julien, Léon  se regroupent en 1857 avec leur père pour former la société «Julien Thiriez Père et Fils» JTPF qui reste sa raison sociale avec un logo à la tête de cheval jusqu’à sa fusion avec la société Cartier Bresson en 1925.
L’ainé, Alfred qui avait fondé en 1853 à Esquermes sa propre filature devient administrateur de la Compagnie des mines de Marles, censeur de la Banque de France, dirigeant de plusieurs banques et président du Tribunal de Commerce de Lille.
Ses enfants s’allient avec des familles industrielles du Nord, Descamps, Delessalle, Dansette.
L’entreprise dont les usines sont incluses dans la commune de Lille à partir de l’annexion d’Esquermes en 1858, tout en étant séparées de la ville intra-muros par la nouvelle enceinte, se développe dans les années 1860 passant de 14 000 à 40 000 broches de 1859 à 1869.
L’entreprise du Faubourg de Béthune s’étend à partir de 1875 sur la commune voisine de Loos.
En 1914, les établissements se trouvant en zone occupée par l’Allemagne, la famille Thiriez crée une usine à l’arrière à Doullens .
Les usines du Faubourg de Béthune et de Loos dévastées par les combats de la Poche de Lille de mai 1940 sont reconstruites après la guerre.

## La croissance par fusions et acquisitions
En 1917, les principaux industriels du Nord s’unissent pour former en 1917 à Paris la Société immobilière d’industrie textile dont le Président est Julien Le Blan, les administrateurs Pierre Thiriez, Robert Descamps, Emile Wallaert et André Boutry 
La conséquence de ce rapprochement est la formation de la Cotonnière lilloise par les Thiriez, Le Blan et Wallaert, première entreprise qui reprit son activité après 1918 .
La société  Thiriez fusionna en 1925 avec l’entreprise Cartier-Bresson, la nouvelle entité  étant dirigée par des membres de la famille Thiriez. Cette fusion permet à la société de surmonter la crise des années 1930, de se développer à l’étranger notamment en Colombie et de créer la société Satexco contrôlant l’ensemble de la filière, de la culture du coton, à la filature et au tissage.
L’entreprise fusionne en 1961 avec la société Dollfus-Mieg et Compagnie (DMC) prenant le nom de celle-ci sous la direction effective de la famille Thiriez.
DMC remplace son logo, une cloche, par celui de Thiriez, une tête de cheval.

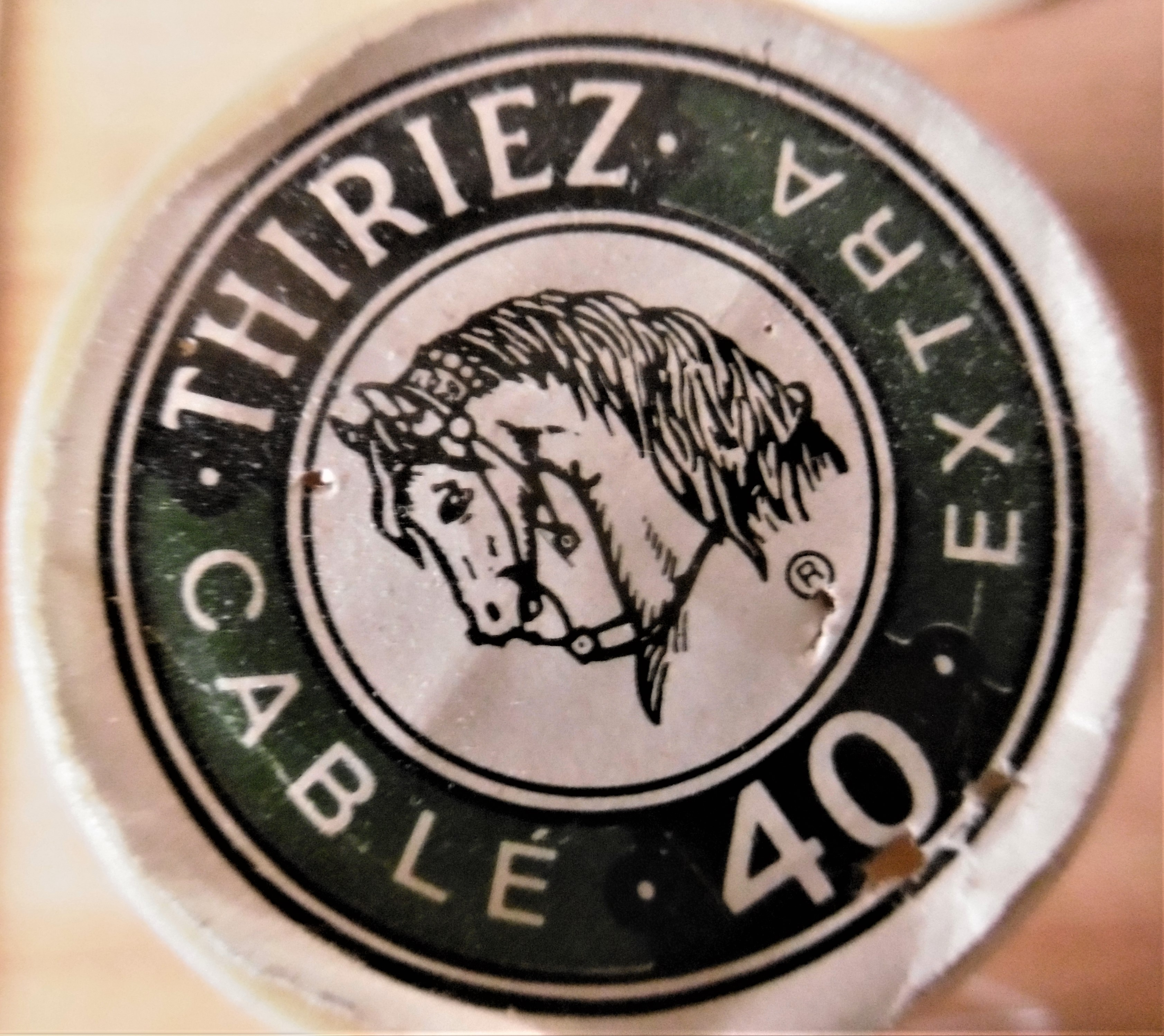
étiquette de bobine de fil Thiriez années 1950
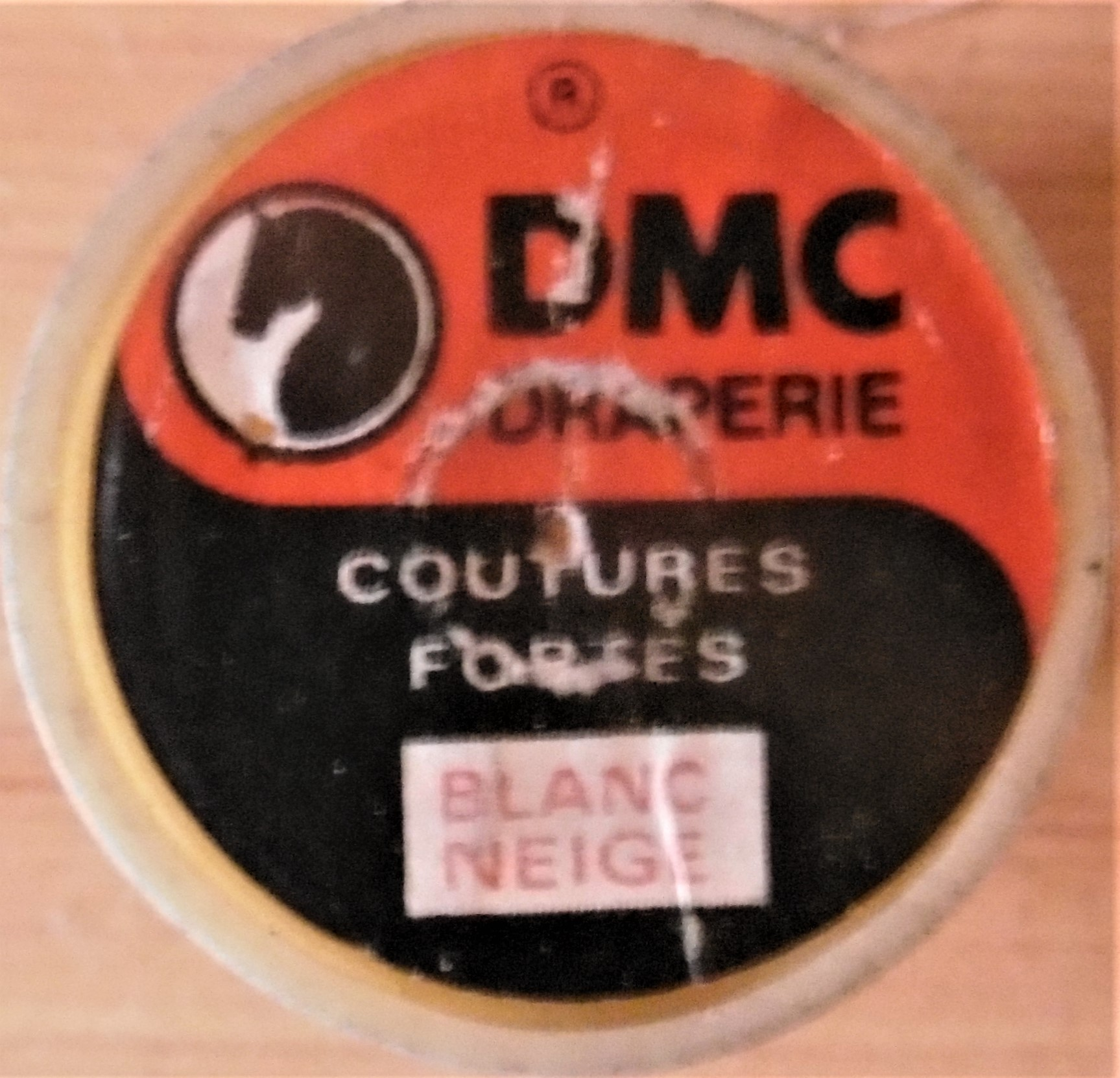
étiquette de bobine de fil DMC années 1960

DMC rachète diverses sociétés, parmi lesquelles Demeestère, Droulers-Vernier, Descamps l’Aîné (fabricant de linge de nuit) en 1967, Leclercq-Dupire en 1968, Wallaert en 1971.
Après ces acquisitions le groupe DMC est jusqu’au début des années 1980 un des plus importants ensembles textiles français avant son déclin.

## Des patrons paternalistes
Les Thiriez étaient des patrons sociaux, démocrates-chrétiens. Ainsi, Julien Thiriez-Descamps (1863-1933) appuya en 1893 les premiers syndicats chrétiens. Ils partageaient cependant avec la majorité du patronat du Nord une opposition à l’étatisme. Ainsi Pierre Thiriez exprimait des réserves sur la loi sur les assurances sociales dans un rapport adopté par la Chambre de commerce de Lille en 1928 .
Cependant, la famille s'investit peu dans l'action politique, se limitant à un mandat local, Léon Thiriez étant maire de Loos de 1925 à 1929.
La productivité de l’entreprise permet  un programme social comprenant la construction de maisons ouvrières de 100 m2 en moyenne, d’écoles, bains-douches, réfectoire et d’institutions sociales, caisse de secours tout en assurant de confortables profits .
Les deux frères, notamment Pierre Thiriez, président de la chambre de commerce de Lille de 1936 à 1945, s'étaient opposés aux grèves liées au Front populaire demandant au préfet Carles de « faire évacuer au plus tôt les usines nouvellement réoccupées [… et d’] assurer la liberté individuelle du travail dans toutes les usines textiles de la région lilloise » ,. Durant l'occupation il fait l'éloge de la Charte du Travail promulguée par Vichy en mai 1941. À cet égard, il déplorait en avril 1941 la mollesse de Vichy « contre l’effort […] de la propagande anglaise » et l’effondrement du « prestige du Maréchal dans sa région [, …] surtout dans les milieux ouvriers, sous-alimentés, et qui refus[ai]ent déjà de travailler sous prétexte que tout le travail qu’ils exécutaient l’[était] au profit de la puissance occupante ».

## Le déclin

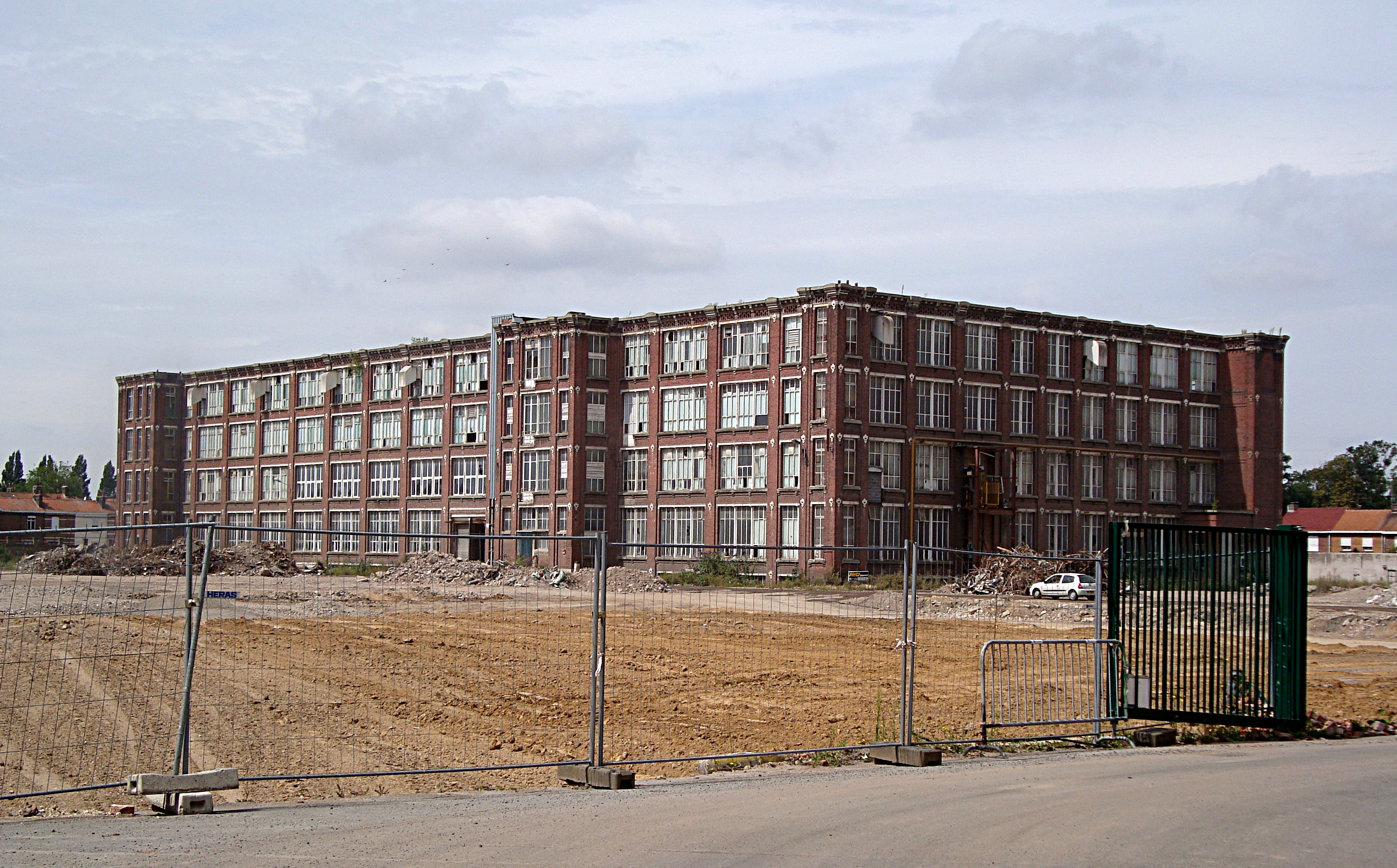
Ancienne usine Thiriez de Loos en 2009 avant la réhabilitation de la friche

L’entreprise déficitaire  est contrainte de céder ou de fermer 50 usines en 1975.
La direction de DMC est confiée en 1982 à Julien Charlier à la place de Gérard Thiriez à sa tête depuis 1961. Julien Charlier prend également la présidence du groupe en 1984 remplaçant Gérard Thiriez dernier représentant de la dynastie à la tête de l’entreprise.
L'entreprise poursuit son déclin au cours de la période suivante.
L’activité de fil à coudre industriel est cédée en 2000 à la société anglaise Coats qui ferme l’usine Thiriez de Loos Lille-Faubourg de Béthune  rasée en 2008 faisant place à un ensemble résidentiel, le «Carré Jacquard ».